# La Balanguera
"La Balanguera" é o hino da ilha balear de Maiorca, Espanha. Com letra de Joan Alcover (1854–1926) e música de Amadeu Vives, foi adoptado em 1996.